# Zéta (szőlőfajta)
A Zéta, haszonnevén Oremus egy magyar nemesítésű fehérborszőlő-fajta. A Bouvier és Furmint keresztezésével 1951-ben nemesítették Király Ferenc és munkatársai.

## Leírása
Korábban Oremusnak nevezték- a névazonosság miatt az Oremus-dűlővel - 1999-ben a Zéta név lett elfogadott.
Középerős növekedésű, középvastag vesszőket nevel. Levele karéjos, fűrészes szélű. Elsősorban korai érésével és aszúsodó képességével tűnik ki. Termőképessége és a szárazságtűrése közepes. 
Szeptember második felében a Furmintnál négy-hat héttel korábban érik. Fürtje kúpos, tömött, közepes nagyságú.
Elsősorban korai érésével és kiváló aszúsodó képességével tűnik ki. Peronoszpórára és lisztharmatra igen fogékony.
Bora a Furminthoz hasonló, testes, harmonikus, finom savösszetételű. Terméséből tokaji borkülönlegességek is készíthetők. Fehér húsokhoz- borjú, tengeri és édesvízi halakhoz kellemesen társul.